# 二二八事件引爆地紀念碑
25°03′15″N 121°30′44″E / 25.054052°N 121.512356°E
二二八事件引爆地紀念碑，位在臺灣臺北市大同區大稻埕的二二八和平紀念碑，立於大稻埕法主公廟、天馬茶房舊址附近，以紀念圓環緝菸事件。

## 建立
戰後初期，大稻埕有天馬茶房、永樂座、蓬萊閣等商號，攤販聚集。其中大稻埕法主公廟是早年附近唯一在夜間燈火通明之處，吸引販賣私菸者聚集，遂一旁發生圓環緝菸事件。1947年2月27日晚上7點許，稽察員傅學通查在南京西路185巷打傷婦人林江邁後，由該巷口向西逃往南京西路233巷。

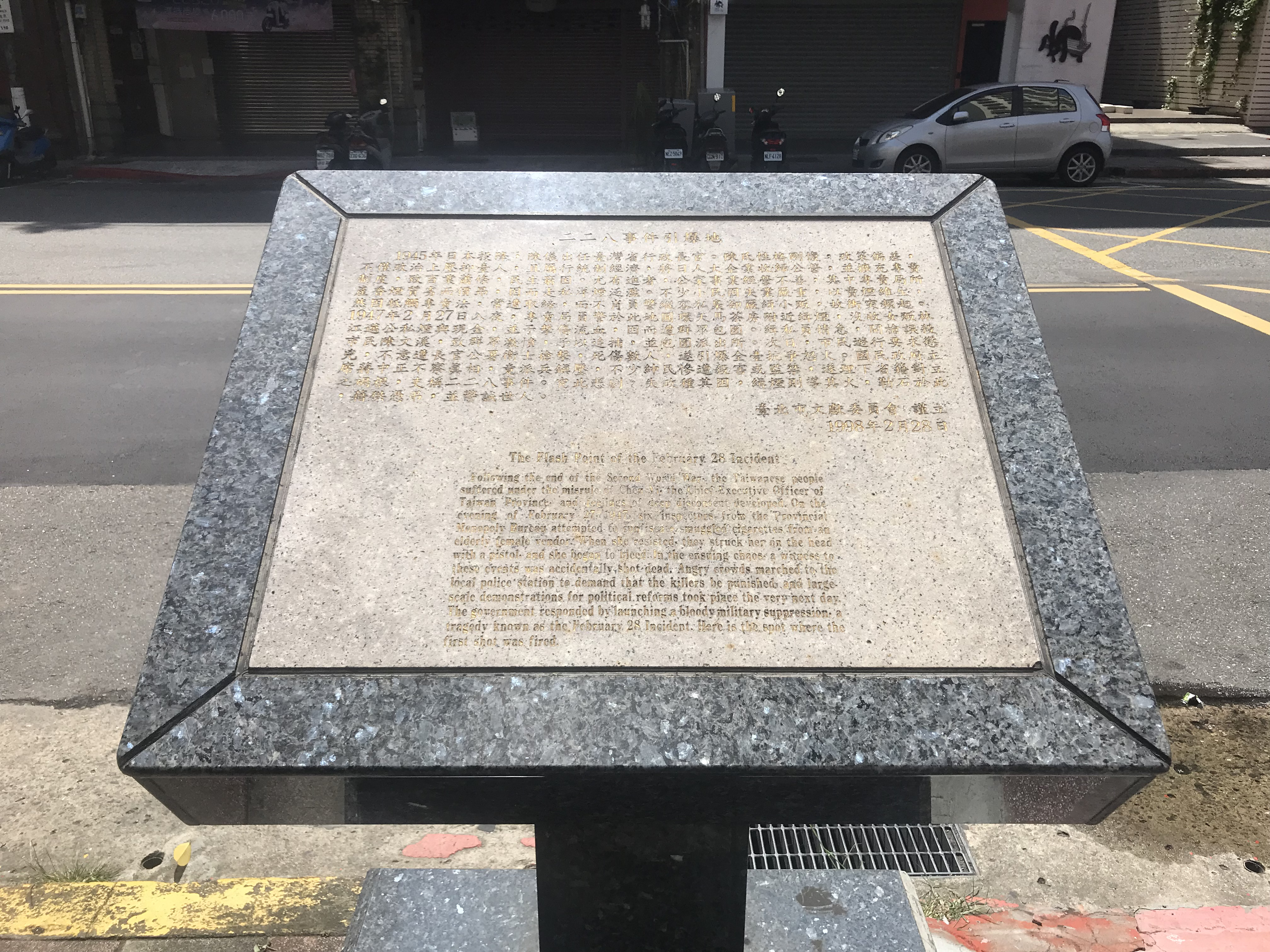
碑文

1992年2月12日，台北市長黃大洲表示可提供大稻埕公園建二二八事件碑，但被認為面積較小。林衡道投書在4月2日《民生報》上，說建議可在事發地立一座小碑，另地再建立一座大型的副碑。1997年6月16日，為建引爆地紀念碑，北市文獻會來大稻埕會勘，依耆老口述將事發地認定在南京西路183號前、原為西裝店的位置。1998年2月28日，由台北市長陳水扁在事發地南京西路185巷舉行立碑典禮，周柏雅、江蓋世、許淵國等議員及市府多位局處首長到場。
受環境限制，大理石碑體上只有四方形銅刻碑文。碑文為時任中央研究院臺灣史研究所所長黃富三撰寫，內容帶有「鎮壓」字眼。之前擬定中央二二八紀念碑初稿時，原先的「鎮壓」就被行政院改成「綏靖」，而引起遺族不滿。黃富三也是二二八事件紀念基金會委由重寫中央二二八紀念碑碑文的小組成員之一。
因像餐廳菜單的碑體被認為不佳，二二八事件基金會曾於2006年3月向市政府擬提改建計畫，委由柳天順設計新碑。2012年2月24日，文史工作者蕭亞譚與議員高嘉瑜聯合指出，碑址應該要設於碑體左邊10公尺處的南京西路187號天馬茶房才對。

## 外部連結
- 台北二二八紀念館-全台紀念碑與紀念館-二二八事件引爆地紀念碑 （页面存档备份，存于）